# Миодраг Сретеновић
Миодраг Сретеновић је српски виолиниста и музички педагог. Познат је као дугогодишњи директор Музичке школе „Станковић“ у Београду.

## Музичка школа „Станковић“ и њен значај
Музичка школа „Станковић“ у Београду, основана 1911. године под покровитељством краља Петра I Карађорђевића, једна је од најстаријих музичко-образовних институција у Србији. Име носи по Корнелију Станковићу, пиониру српске музике. Школа се налази у згради у Улици кнеза Милоша бр. 1а, која је саграђена 1890-их година и дограђена 1913-1914. по пројекту архитекте Петра Бајаловића. Заједно са Музичком школом „Мокрањац“, „Станковић“ је представљао главни извор музичких професионалаца у Србији до оснивања Музичке академије у Београду. Кроз школу су прошли многи истакнути музичари и педагози. После Другог светског рата, 1947. године, школа је постала државна установа и добила ранг средње музичке школе.

## Биографија Миодрага Сретеновића
Подаци о формалном образовању и раној извођачкој каријери Миодрага Сретеновића (као што су студије виолине на Факултету музичке уметности у Београду, усавршавање на мајсторским курсевима, и ангажмани у Београдској филхармонији и Симфонијском оркестру РТБ) често се наводе у интернет изворима, али је за њих потребна директна потврда у примарним или секундарним поузданим изворима.
Оно што је документовано јесте његов дугогодишњи ангажман на месту директора Музичке школе „Станковић“ у Београду.

## Директорски мандат у Музичкој школи „Станковић“
Миодраг Сретеновић био је директор Музичке школе „Станковић“ у периоду од 1987. до 2006. године. Наследио је Бојана Бруна, а њега је на тој позицији заменио Обрад Недељковић. Ова информација о периоду директоровања (1987-2006) потиче из табеле директора која се налази у тексту који је корисник доставио, а за коју је као извор наведена Википедија страница о школи; стога је за ову конкретну информацију о Сретеновићевом мандату потребан поузданији извор.
Током његовог деветнаестогодишњег мандата, једно од значајних достигнућа било је оснивање првог одсека за џез музику у југоисточној Европи, 1993. године, у школи „Станковић“. Оснивање џез одсека сматра се пионирским кораком који је допринео развоју џез сцене у Србији.
Његов период руковођења поклопио се са друштвено-политичким променама у Србији и бившој Југославији током 1990-их година.

## Остале активности
Поред руковођења школом, Миодраг Сретеновић је био и председник „Друштва Станковић“. У том својству, одржао је уводни говор на јубиларној свечаности посвећеној Корнелију Станковићу, која је реализована у сарадњи Друштва, Музичке школе „Станковић“ и Музиколошког института САНУ.
Помиње се и као „Директор“ Камерног оркестра „Корнелије“ из Београда.

## Наслеђе
Миодраг Сретеновић је оставио траг пре свега као дугогодишњи директор Музичке школе „Станковић“, водећи је скоро две деценије и уводећи значајне иновације попут Џез одсека.